# 박수일 (축구 선수)
박수일(朴秀日, 1996년 2월 22일 ~ )는 대한민국의 축구 선수로 포지션은 오른쪽 풀백, 중앙 미드필더, 오른쪽 풀백이며 현재 K리그1 FC 서울 소속이다.

## 구단 경력
2017년, 3부 리그인 김해 시청에 입단했다.
2023년, K리그의 FC 서울에 합류하게 되었다.
2024년, 김천 상무에 입대하였다.
2025년 6월 3일 김천 상무에서의 활동을 마치고, 6월 4일 FC 서울로 복귀하였다.